# Macromonycha
Macromonycha  (лат.) — род жуков щитоносок (Cassidini) из семейства листоедов. 3 вида. Тело уплощённое. Надкрылья грубо-морщинистые. Голова сверху не видна, так как прикрыта переднеспинкой. Растительноядная группа, питаются растениями различных видов семейства Капустные (Brassicaceae), в том числе Malcolmia sp..

## Виды
- Macromonycha anatolica (Weise 1900) — Турция
  - =Chiridula anatolica Weise, 1900
- Macromonycha apicalis (Gebler, 1845) — Средняя Азия, Центральная Азия, Малая Азия, Кавказ
  - =Cassida apicalis Gebler, 1845
- Macromonycha kantnerorum Sekerka, 2008[5] — Иордания, Турция